# 中高根
中高根（なかたかね）は、千葉県市原市の南総地区にある大字。郵便番号は290-0242。

## 概要
市原市中南部の南総地区にある。上高根東側の光風台駅付近と同字北側と光風台の間の2か所に飛び地が存在している。飛び地を除いて全体的に山がちである。北部は光風台の末端の住宅地、南部には規模が小さい住宅団地が形成されている。

## 地理
北は光風台、東は馬立、南は上高根、南から西は袖ケ浦市、西は立野と接している。

## 歴史

### 地名の由来
高い山の麓という意味。

### 沿革
江戸時代は市原郡に属する村の一部であった。
- 1967年 - 市原郡南総町が加茂村と共に合併して市原市の南総地区に。

## 世帯数と人口
2017年（平成29年）11月1日現在の世帯数と人口は以下の通りである。
| 町丁字 | 世帯数    | 人口    |
| ------ | --------- | ------- |
| 中高根 | 1,162世帯 | 2,599人 |

## 通学区域
市立小学校・市立中学校及び県立高等学校の通学区域は以下の通りである。
| 町丁字 | 範囲 | 小学校               | 中学校             |
| ------ | ---- | -------------------- | ------------------ |
| 中高根 | 一部 | 市原市立光風台小学校 | 市原市立双葉中学校 |
| 中高根 | 一部 | 市原市立戸田小学校   | 市原市立双葉中学校 |

## 施設
- 介護老人保健施設なんな苑
- 八幡カントリークラブ
- 千葉キングス(スキー場)
- 鶴峯八幡宮 (市原市)

## 交通

### 鉄道
光風台駅(小湊鉄道線)

### 道路
- 千葉県道144号南総姉崎線
- 千葉県道300号上高根北袖線